# MMCache
Turck MMCache ist ein freier PHP-Beschleuniger, -Optimizer und -Caching-System und wird nicht mehr weiterentwickelt. Version 2.4.6 für PHP 4.3.4 war die letzte offizielle Version.
Nach eigenen Angaben des Entwicklerteams gehörte MMCache zu den effizienteren Produkten dieser Art.
Mittlerweile wurde MMCache unter Windows durch eAccelerator, der ursprünglich nur für Linux erhältlich war, abgelöst.